# Юмагулов, Марат Гаязович
Мара́т Гая́зович Юмагу́лов (род. 30 января 1955, Гиссар, Гиссарский район, ТаССР, СССР) — советский и российский математик.

## Биография
Родился 30 января 1955 года в посёлке городского типа Гиссар Гиссарского района Таджикской Советской Социалистической Республики СССР.
В 1977 году окончил Таджикский университет.
В 1977—1980-х и с 1984 года работал в Институте математики Академии наук ТаССР.
С 1995 года — преподаватель Рыбинской авиационной технологической академии, с 1998-го — Сибайского института Башкирского государственного университета (с 2000-го — заведующий кафедрой прикладной математики и информационных технологий), с 2010-го — БГУ.

## Научная деятельность
Научная деятельность Юмагулова посвящена теориям дифференциальных уравнений, нелинейных колебаний, бифуркаций.
Юмагулов провёл исследования задач о перестройках фазовых портретов динамических систем, анализ устойчивости колебаний, построил асимптотические представления решений, разработал основы моделирования процессов систем управления с запаздыванием, итерационные методы построения решений нелинейных систем, зависящих от малого параметра, алгоритмы и программы численного построения решений задач теории локальных бифуркаций, теории возмущений линейных операторов.
Является автором свыше 100 научных работ, среди которых:
- Юмагулов, М. Г. Основы математического анализа. — М., 1999 (в качестве соавтора);
- Юмагулов, М. Г. Обыкновенные дифференциальные уравнения: теория и приложения. — М.; Ижевск, 2008;
- Юмагулов, М. Г. Введение в теорию динамических систем. — СПб., 2015.